# Filip Hrgović
Filip Hrgović, född den 4 juni 1992 i Zagreb, är en kroatisk boxare.
Han tog OS-brons i supertungvikt i samband med de olympiska boxningstävlingarna 2016 i Rio de Janeiro..